# San Juan Cotzal
San Juan Cotzal è un comune del Guatemala facente parte del dipartimento di Quiché.
In questa regione si parla la lingua Ixil (diversa dal Quichè, lingua dell'America Centrale, appartenente al gruppo Maya Quiché)
Religioni:
Cristiani 95.00 % (di cui Evangelisti: 9.00 %)
Religioni etniche 3.00 %